# 1978
1978 (MCMLXXVIII) je bilo navadno leto, ki se je po gregorijanskem koledarju začelo na nedeljo.

## Dogodki
- 10. januar - v Nikaragvi izbruhnejo nasilne demonstracije proti Somozinem režimu po umoru kritičnega novinarja Pedra Cardenala.
- 24. januar - sovjetski izvidniški satelit Kosmos 954 zgori v ozračju in raztrese radioaktivne ostanke po severu Kanade.
- 1. februar - režiser Roman Polanski, obsojen pedofilskega razmerja, prekrši pogojni izpust in pobegne v Francijo.
- 15. februar - rodezijski premier Ian Smith se s črnskimi voditelji dogovori za prenos oblasti na avtohtono večino.
- 16. februar - zagnana je prva elektronska oglasna deska (BBS).
- 21. februar - med gradbenimi deli v Mexico Cityju odkrijejo ostanke velike piramide (Templo Mayor) Tenochtitlana.
- 2. marec - češkoslovaški kozmonavt Vladimír Remek na krovu misije Sojuz 28 postane prvi človek v vesolju, ki ni Američan ali Sovjet.
- 16. marec - pripadniki Rdečih brigad ugrabijo nekdanjega italijanskega premierja Alda Mora.
- 17. marec - tanker Amoco Cadiz nasede pred obalo Bretanije.
- 22. april - 16 najslavnejših reggae skupin na čelu z Bob Marley and the Wailers izvede One Love Peace Concert v Kingstonu da bi ustavili politično nasilje na Jamajki.
- 8. maj - Reinhold Messner in Peter Habeler izvedeta prvi vzpon na Mount Everest brez dodatnega kisika.
- 1. – 25. junij - v Argentini poteka svetovno prvenstvo v nogometu 1978.
- 22. junij - ameriški astronom James Walter Christy odkrije Haron, največji Plutonov naravni satelit.
- 7. julij - Salomonovi otoki postanejo neodvisna država.
- 11. julij - v eksploziji cisterne s propilenom blizu mesta Tarragona v Kataloniji umre več kot 200 turistov.
- 25. julij - rojena je Louise Brown, prvi »otrok iz epruvete«.
- 26. avgust - papež Janez Pavel I. nasledi Pavla VI. kot 263. papež Rimskokatoliške cerkve.
- 17. september - egiptovski predsednik Anvar Sadat in izraelski premier Menahem Begin po dveh tednih pogajanj v Camp Davidu podpišeta dogovore o oblikovanju mirovnega sporazuma med državama.
- 1. oktober - Tuvalu postane neodvisna država
- 16. oktober - papež Janez Pavel II. nasledi Janeza Pavla I. po enem najkrajših papeževanj v zgodovini.
- 3. november - Dominika postane neodvisna država.
- 18. november - pripadniki ameriške verske sekte Ljudski Tempelj izvedejo množični umor-samomor v svoji naselbini v Gvajani, v katerem umre 918 ljudi.
- 10.–11. december - večmilijonska množica demonstrira proti iranskemu šahu Mohamedu Rezi Pahlaviju v Teheranu in zahteva Homeinijevo vrnitev.
- 22. december - na prelomnem 11. nacionalnem kongresu Komunistične partije Kitajske v Pekingu pod vodstvom Deng Xiaopinga je ukinjena Maova politika in sprejet program gospodarskih reform.
- 25. december - vietnamske sile začnejo z ofenzivo proti pripadnikom Rdečih Kmerov v Kambodži.
- 27. december - na referendumu je potrjena španska ustava, s čimer se uradno konča 40-letno obdobje vojaške diktature.

## Rojstva
- 9. januar - Igor Zorčič, slovenski politik in pravnik, predsednik Državnega zbora Republike Slovenije
- 28. januar - 
  - Gianluigi Buffon, italijanski nogometaš
  - Jasmin Handanovič, slovenski nogometaš
- 6. februar - Olena Zelenska, ukrajinska arhitektka, scenaristka in prva dama
- 6. februar - Peter Poles, slovenski TV voditelj
- 7. februar - Ashton Kutcher, ameriški igralec
- 9. februar - 
  - Rudi Bučar, slovenski glasbenik
- 28. februar - Benjamin Raich, avstrijski alpski smučar
- 11. marec - Didier Drogba, slonokoščenoobalni nogometaš
- 25. marec - Jurij Zrnec, slovenski igralec, televizijski voditelj in režiser
- 27. april - Jakub Janda, češki smučarski skakalec
- 11. maj - Laetitia Casta, francoski supermodel in igralka
- 23. maj - Janez Benko, slovenski klarinetist
- 16. junij - Anja Bukovec, slovenska violinistka
- 20. junij - Frank Lampard, angleški nogometaš
- 1. julij - Ruud van Nistelrooy, nizozemski nogometaš
- 2. julij - Jüri Ratas, estonski politik
- 9. julij - Jaka Lakovič, slovenski košarkar
- 22. avgust - Aleš Maver, slovenski politični analitik, publicist, prevajalec in profesor
- 23. avgust - Kobe Bryant, ameriški košarkar
- 3. september - 
  - Urška Bačovnik Janša, slovenska zdravnica
  - Tinkara Kovač, slovenska glasbenica
- 30. september - Andrej Jerman, slovenski alpski smučar
- 14. oktober - 
  - Paul Hunter, angleški igralec snookerja († 2006)
  - Usher, ameriški pevec, plesalec in igralec
- 27. oktober - Vanessa Mae, britanska violinistka
- 12. november - Gal Gjurin, slovenski glasbenik in pisatelj
- 2. december - Nelly Furtado, kanadska pevka
- 18. december - Katie Holmes, ameriška igralka
- 22. december - Edo Maajka, bosansko-hrvaški raper

## Smrti
- 2. januar - Jaka Avšič, slovenski general, diplomat in politik (* 1896)
- 14. januar - Kurt Gödel, avstrijsko-ameriški matematik in logik (* 1906)
- 26. februar - Artjom Izakovič Alihanjan, ruski fizik (* 1908)
- 2. marec - Drago Leskovšek, slovenski gradbeni inženir (* 1888)
- 19. marec - Gaston Maurice Julia, francoski matematik (* 1893)
- 28. marec - Karl Lennart Oesch, finski general (* 1892)
- 16. april - Lucius D. Clay, ameriški častnik in vojaški guverner (* 1897)
- 1. maj - Aram Iljič Hačaturjan, armenski skladatelj (* 1903)
- 9. maj - Aldo Moro, italijanski politik (tega dne najden mrtev) (* 1916)
- 1. junij - Marija Žagar, slovenska učiteljica in knjižničarka (* 1896)
- 7. junij - Ronald George Wreyford Norrish, britanski kemik, nobelovec (* 1897)
- 1. julij - Kurt Student, nemški vojaški pilot in general (* 1890)
- 28. julij - Božo Vodušek, slovenski pisatelj, prevajalec in jezikoslovec (* 1905)
- 30. julij - Umberto Nobile, italijanski letalski inženir in raziskovalec (* 1885)
- 6. avgust - papež Pavel VI. (* 1897)
- 21. avgust - Charles Ormond Eames mlajši, ameriški oblikovalec in arhitekt (* 1907)
- 28. avgust - Robert Shaw, angleško-ameriški igralec (* 1927)
- 7. september - Keith Moon, angleški glasbenik (* 1946)
- 15. september - 
  - Willy Messerschmitt, nemški letalski konstruktor in poslovnež (* 1898)
  - Ricardo Zamora, španski nogometaš (* 1901)
- Robert Shaw19. september - Étienne Gilson, francoski krščanski filozof (* 1884)
- 28. september - papež Janez Pavel I. (* 1912)
- 9. oktober - Jacques Brel, belgijsko-francoski šansonjer in igralec (* 1929)
- 15. november - Margaret Mead, ameriška antropologinja (* 1901)
- 8. december - Golda Meir, izraelska političarka (* 1898)
- 10. december - Ed Wood, ameriški filmski ustvarjalec (* 1924)
- 11. december - Vincent du Vigneaud, ameriški biokemik, nobelovec (* 1901)

## Nobelove nagrade
- Fizika - Peter Leonidovič Kapica, Arno Allan Penzias, Robert Woodrow Wilson
- Kemija - Peter D. Mitchell
- Fiziologija ali medicina - Werner Arber, Daniel Nathans, Hamilton O. Smith
- Književnost - Isaac Bashevis Singer
- Mir - Mohamed Anvar Al-Sadat in Menahem Begin
- Ekonomija - Herbert Simon